# Sandrine Kiberlain
Sandrine Kiberlain, all'anagrafe Sandrine Kiberlajn (Boulogne-Billancourt, 25 febbraio 1968), è un'attrice e cantante francese.
Ha lavorato numerose volte con la regista Laetitia Masson e con Benoît Jacquot.

## Biografia
La famiglia di Sandrine arriva in Francia nel 1933, i suoi quattro nonni erano ebrei polacchi. Figlia di un esperto contabile e autore, David Decca, che conobbe la moglie in un laboratorio teatrale. Sandrine, dopo essersi diplomata, è stata ammessa nel 1987 al Cours Florent e poi al Conservatorio Nazionale Superiore di Arte Drammatica dal 1989 al 1992.
Nel 1995 è stata nominata per il premio César come migliore attrice per Le Patriotes. L'anno seguente la sua interpretazione in Un Eroe le valse una nuova nomination come attrice non protagonista, nomination arrivata anche nel 98 e 99. Kiberlain nel 1995 ha ricevuto il premio Prix Romy Schneider. Nel 2001 è stata membro della giuria del Festival di Cannes. Nel 2014 ha ricevuto il premio César come miglior attrice protagonista per 9 mois ferme.
Oltre ad essere un'attrice, ha anche inciso un album da solista intitolato Manquait plus qu'ça, uscito nel 2005 ben accolto dalla critica francese. Il suo secondo album, intitolato Coupés bien net et bien carré, è uscito nell'ottobre del 2007. Nel 2021, in occasione della presentazione del film Les Deux Alfred di Bruno Podalydès, intervistata da Nagui su France Inter, ha spiegato per quale motivo ha rifiutato l'Ordine nazionale al merito.

## Vita privata
Nel 1993 si è sposata con l'attore Vincent Lindon, conosciuto in un set cinematografico. I due, che hanno avuto una figlia di nome Suzanne, si sono separati nel 2003.

## Filmografia

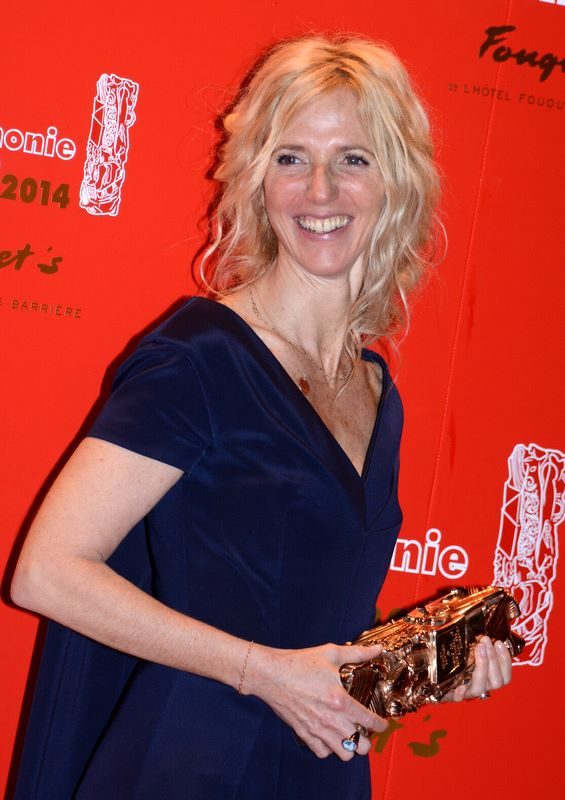
Sandrine Kiberlain ai premi César 2014

- Non guardatemi (Cours privé), regia di Pierre Granier-Deferre (1986)
- On a volé Charlie Spencer!, regia di Francis Huster (1986)
- Cyrano de Bergerac, regia di Jean-Paul Rappeneau (1990)
- L'amante (Milena), regia di Véra Belmont (1990)
- Des filles et des chiens, regia di Sophie Fillières - cortometraggio (1991)
- Sexes faibles, regia di Serge Meynard (1992)
- L'inconnu dans la maison, regia di Georges Lautner (1992)
- L'Instinct de l'ange, regia di Richard Dembo (1993)
- Comment font les gens, regia di Pascale Bailly (1993) - mediometraggio
- Le persone normali non hanno niente di eccezionale (Les gens normaux n'ont rien d'exceptionnel), regia di Laurence Ferreira Barbosa (1993)
- Méprises multiples, regia di Christian Charmetant (1993) - cortometraggio
- Storie di spie (Les Patriotes), regia di Éric Rochant (1994)
- L'Irrésolu, regia di Jean-Pierre Ronssin (1994)
- Tom est tout seul, regia di Fabien Onteniente (1995)
- En avoir (ou pas), regia di Laetitia Masson (1995)
- Les tous petits détails, regia di Valérie Liligion (1995) - cortometraggio
- L'insolente (Beaumarchais, l'insolent), regia di Édouard Molinaro (1996)
- Un héros très discret, regia di Jacques Audiard (1996)
- L'appartamento (L'appartement), regia di Gilles Mimouni (1996)
- Je suis venue te dire, regia di Laetitia Masson (1996)
- Quadrille, regia di Valérie Lemercier (1997)
- Le Septième Ciel, regia di Benoît Jacquot (1997)
- À vendre - In vendita (À vendre), regia di Laetitia Masson (1998)
- Rien sur Robert, regia di Pascal Bonitzer (1999)
- Love Me, regia di Laetitia Masson (2000)
- La Fausse suivante, regia di Benoît Jacquot (2000)
- Tout va bien, on s'en va, regia di Claude Mouriéras (2000)
- Betty Fisher e altre storie (Betty Fisher et autres histoires), regia di Claude Miller (2001)
- Emilie est partie, regia di Thierry Klifa (2001) - cortometraggio
- C'est le bouquet!, regia di Jeanne Labrune (2002)
- Filles uniques, regia di Pierre Jolivet (2003)
- In amore c'è posto per tutti (Après vous...), regia di Pierre Salvadori (2003)
- Un petit jeu sans conséquence, regia di Bernard Rapp (2004)
- Très bien, merci, regia di Emmanuelle Cuau (2007)
- La Vie d'artiste, regia di Marc Fitoussi (2007)
- Romaine par moins 30, regia di Agnès Obadia (2009)
- Il piccolo Nicolas e i suoi genitori (Le Petit Nicolas), regia di Laurent Tirard (2009)
- Mademoiselle Chambon, regia di Stéphane Brizé (2009)
- Tre destini, un solo amore (Un balcon sur la mer), regia di Nicole Garcia (2010)
- Le donne del 6º piano (Les Femmes du 6e étage), regia di Philippe Le Guay (2011)
- Polisse, regia di Maïwenn (2011)
- Beur sur la ville, regia di Djamel Bensalah (2011)
- L'Oiseau, regia di Yves Caumon (2011)
- Gli infedeli (Les Infidèles), registi vari (2012)
- Pauline détective, regia di Marc Fitoussi (2012)
- Rue Mandar, regia di Idit Cebula (2012)
- Les Gamins, regia di Anthony Marciano (2013)
- Tip Top, regia di Serge Bozon (2013)
- 9 mois ferme, regia di Albert Dupontel (2013)
- Violette, regia di Martin Provost (2013)
- Elle l'adore, regia di Jeanne Herry (2014)
- Florida (Floride), regia di Philippe Le Guay (2015)
- Comme un avion, regia di Bruno Podalydès (2015)
- Quando hai 17 anni (Quand on a 17 ans), regia di André Téchiné (2016)
- Sogno di una notte di mezza età (Amoureux de ma femme), regia di Daniel Auteuil (2018)
- Black Tide - Un caso di scomparsa (Fleuve noir), regia di Érick Zonca (2018)
- Pupille - In mani sicure (Pupille), regia di Jeanne Herry (2018)
- Selfie di famiglia (Mon bébé), regia di Lisa Azuelos (2019)
- Les Deux Alfred, regia di Bruno Podalydès (2020)
- Un altro mondo (Un autre monde), regia di Stéphane Brizé (2021)
- Una relazione passeggera (Chronique d'une liaison passagère) regia di Émmanuel Mouret (2022)
- November - I cinque giorni dopo il Bataclan (Novembre), regia di Cédric Jimenez (2022)
- Il mistero del profumo verde (Le Parfum vert), regia di Nicolas Pariser (2022)
- La Petite Vadrouille, regia di Bruno Podalydès (2024)

## Discografia

### Album studio
- 2005 - Manquait plus qu'ça
- 2007 - Coupés bien net et bien carré

### Partecipazioni
- 2016 - Vole (singolo benefico con Carla Bruni, Nolwenn Leroy, Laurent Voulzy...)

## Premi e riconoscimenti
| Premio César | Premio César          | Premio César                      | Premio César    |
| Anno         | Titolo                | Categoria                         | Risultato       |
| ------------ | --------------------- | --------------------------------- | --------------- |
| 1995         | Storie di spie        | Migliore promessa femminile       | Candidato/a     |
| 1996         | En avoir (ou pas)     | Migliore promessa femminile       | Vincitore/trice |
| 1997         | Un héros très discret | Migliore attrice non protagonista | Candidato/a     |
| 1998         | Le Septième Ciel      | Migliore attrice protagonista     | Candidato/a     |
| 1999         | À vendre - In vendita | Migliore attrice protagonista     | Candidato/a     |
| 2010         | Mademoiselle Chambon  | Migliore attrice protagonista     | Candidato/a     |
| 2014         | 9 mois ferme          | Migliore attrice protagonista     | Vincitore/trice |
| 2015         | Elle l'adore          | Migliore attrice protagonista     | Candidato/a     |